# 迪克·阿克塞尔松
迪克·阿克塞尔松（瑞典語：Dick Axelsson，1987年4月25日—），瑞典男子冰球运动员，场上位置是前锋。他曾代表瑞典国家队参加2018年冬季奥林匹克运动会冰球比赛，获得第5名。